# Giorgio Rognoni
Giorgio Rognoni (Modena, 26 ottobre 1946 – Pistoia, 20 marzo 1986) è stato un calciatore italiano, di ruolo centrocampista.

## Caratteristiche tecniche
Giocatore dal tiro modesto, eccelleva al contrario nel dribbling e nel palleggio e dava il meglio di sé nel fraseggio corto con le ali e in fase di protezione del pallone.

## Carriera

### Giocatore
Iniziò la sua carriera nelle giovanili del Modena, fino a passare alla squadra titolare all'inizio della stagione 1964-1965. Il Milan lo acquistò per la stagione 1967-1968 e con i rossoneri militò fino al 1971, vincendo quattro trofei in quattro anni: uno scudetto, una Coppa delle Coppe, una Coppa dei Campioni e una Coppa Intercontinentale. Nelle prime due stagioni svolge un ruolo da gregario, mentre nelle due successive trova maggiore spazio nel centrocampo milanista, accumulando 60 presenze. Complessivamente, Rognoni disputò 86 incontri con il Milan, segnando 6 gol.
Nel 1971, Rognoni passò al Foggia, in cui guadagnò una promozione in Serie A alla fine del campionato 1972-1973. Successivamente, nel 1974, si trasferì al Cesena dove disputò quattro campionati contribuendo, nella stagione 1975-1976, al raggiungimento del sesto posto finale (utile per l'accesso alla Coppa UEFA), miglior risultato di sempre della squadra romagnola. Nel 1978 Rognoni si trasferì alla Pistoiese, dove concluse la carriera nel 1983, dopo aver contribuito a riportare, dopo 52 anni dalla prima volta del 1928 (allora si chiamava Divisione Nazionale), il club toscano in Serie A nel campionato 1980-1981.

### Dopo il ritiro
Dopo il suo ritiro Rognoni rimase a Pistoia intraprendendo l'attività di socio di una concessionaria automobilistica fino alla sua scomparsa nel 1986 all'età di 39 anni, dovuta alla sclerosi laterale amiotrofica (SLA), legata probabilmente all'assunzione di sostanze dopanti ai tempi del Cesena.

## Palmarès

### Club

#### Competizioni nazionali
- Campionato italiano: 1

Milan: 1967-68

#### Competizioni internazionali
- Coppa delle Coppe: 1

Milan: 1967-68
- Coppa dei Campioni: 1

Milan: 1968-69
- Coppa Intercontinentale: 1

Milan: 1969